# Тундростеп
Тундростеп (також мамонтові прерії) — колись розлога екосистема (біотоп) полярних і приполярних областей Євразії та Північної Америки епохи плейстоцену. Реліктові залишки тундростепових ландшафтів — дріадові тундростепи — збереглися до наших днів у Східному Сибіру, в  Забайкаллі.

## Основні риси
Тундростепи перебували на перигляціальних (оточуючих льодовик) територіях з холодним і сухим кліматом. Трав'яний ярус тундростепу формували в основному не мохи (як у тундрі), а злаки. Характерною рисою стародавніх мамонтових прерій було достаток великих тварин: мамонти масою до 10 т, шерстисті носороги, коні, бізони і  тури . Незважаючи на сильні морози взимку, за коротке спекотне літо в тундростепу встигало відрости рясне різнотрав'я заввишки до 2 м. Сонячна і суха осінь перетворювала його на «сіно на корені», яким харчувалися мамонти та інші травоїдні тварини під час довгої зими. При великій кількості корму морози їм були не страшні, адже від переохолодження молодняк захищав товстий шар підшкірного жиру й густа кудлата шерсть. Тварини мамонтових степів були об'єктом полювання давніх людей.

## Зникнення
За однією з версій, тундростепи зникли через поступове зволоження і потепління клімату, в результаті якого льодовик відступив на північ. За іншою, це сталося під впливом людини, яка дуже скоротила популяцію основних видів-едифікаторів (мамонти, носоріг і та ін.), які зберігали тундростепи, під'їдаючи рослини і грасуючи поросль своїми плоскими, масивними ступнями. Після різкого скорочення їх чисельності, степ замінився лісостепом, який пізніше змінила сучасна тундра.
Було доведено, що останній льодовиковий максимум, який мав місце 26-19 тис. років тому, не знищив мамонтові степи, але привів до перебудов у трофічній структурі їхніх угруповань.
Спираючись на дані про зміст в рештках тварин стабільних ізотопів вуглецю і азоту, дослідники зуміли з'ясувати трофічну структуру (хто кому служив їжею) у спільнотах тварин мамонтових степів, що існували на Землі в пізньому плейстоцені. Розглядалися тільки хижаки і їхні безпосередні жертви. Вихідний матеріал походив з Європи (де був західний край поясу мамонтових степів) і Аляски (колишня Берингія).

## Ресурси Інтернету
- Картографія тундростепів[недоступне посилання з червня 2019]
- Берман Д. И. Тундростепи — вымершие ландшафты плейстоценовой Берингии] на сайте Управления научных исследований Санкт-Петербург. гос. ун-та